# Rudolf Kirchschläger

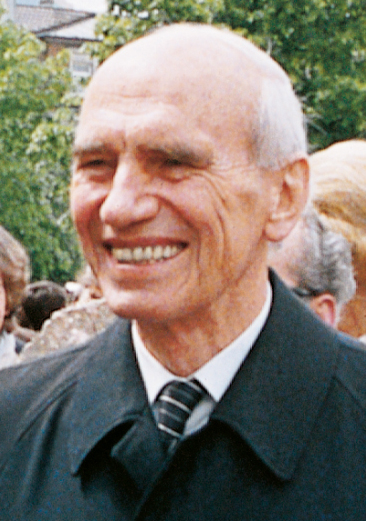
Rudolf Kirchschläger

Rudolf Kirchschläger ([ˈʀuːdɔlf ˈkɪʁçˌʃlɛːɡɐ]ⓘ; Obermühl, 20 maart 1915 – Wenen, 30 maart 2000) was van 1974 tot 1986 bondspresident van Oostenrijk.

## Levensloop
Kirchschläger was de zoon van een arbeider. Op 11-jarige leeftijd was hij wees. Via bijbaantjes lukte het hem toch om een goede opleiding te voltooien. Hij verkreeg een studiebeurs en begon een rechtenstudie aan de Universiteit van Wenen. Na de anschluss in 1938 weigerde hij zich aan te sluiten bij de NSDAP of een van de aan die partij gelieerde organisaties. De nazi's verboden het hem om verder te studeren en op 1 december 1938 werd hij ingelijfd in de Wehrmacht. Tot 1945 bleef hij militair.
Na de Tweede Wereldoorlog hervatte hij zijn studie rechten en in 1947 werd hij rechter (o.a. in Wenen). In 1954 trad hij in dienst van het Oostenrijkse ministerie van Buitenlandse Zaken waar hij op de afdeling internationaal recht werkte. Hij was nauw betrokken bij de onderhandelingen rondom het Oostenrijks Staatsverdrag, dat in mei 1955 werd ondertekend waarbij Oostenrijk volledige soevereiniteit herkreeg. Ook was hij betrokken bij een akkoord waarbij de status van Zuid-Tirol met Italië werd geregeld.
Van 1967 tot 1970 was Kirchschläger gezant in Praag. Ofschoon geen lid van de Sociaaldemocratische Partij van Oostenrijk (SPÖ), werd hij in 1970 toch als minister van Buitenlandse Zaken opgenomen in het socialistische kabinet van bondskanselier Bruno Kreisky. Als minister van Buitenlandse Zaken normaliseerde Kirchschläger de betrekkingen met de Volksrepubliek China.
In 1974 werd Kirchschläger door de SPÖ naar voren geschoven als hun kandidaat voor het bondspresidentschap. Kirchschläger versloeg in juni 1974 bij de presidentsverkiezingen, met 51,7% tegen 48,3% van de stemmen, zijn voornaamste rivaal Alois Lugger van de rooms-katholieke Oostenrijkse Volkspartij (ÖVP). De eveneens (praktiserend) rooms-katholieke Kirchschläger werd daarna beëdigd als bondspresident.
In 1980 werd Kirchschläger - nog altijd partijloos - opnieuw als presidentskandidaat naar voren geschoven. De ÖVP besloot toen geen eigen kandidaat naar voren te schuiven, zij besloten net als de SPÖ, de kandidatuur van Kirchschläger te steunen. De populaire Kirchschläger werd met 79,9% van de stemmen als bondspresident herkozen.
Kirchschläger bezocht als president diverse landen en wist het neutrale karakter van Oostenrijk steeds te bewaren.
In 1986 - volgens de Oostenrijkse grondwet mag een president maximaal twee termijnen vervullen - trad hij terug. In 2000 overleed hij. Volgens zijn laatste wens kreeg hij geen staatsbegrafenis. Hij werd bijgezet in de presidentiële crypte op Wenens centrale kerkhof.

## Quote
"Ik voel mij niet verbonden met enige politieke partij, ik voel mij slechts verbonden met Oostenrijk."
Karl Seitz · Michael Hainisch · Wilhelm Miklas · Anschluss · Karl Renner · Theodor Körner · Adolf Schärf · Franz Jonas · Rudolf Kirchschläger · Kurt Waldheim · Thomas Klestil · Heinz Fischer · Alexander Van der Bellen